# 아르템 돌고피아트
아르템 올고비츠 돌고피아트(히브리어: אַרְטְיוֹם אוֹלֵגוֹבִיץ' דּוֹלְגוֹפְּיַאט, 우크라이나어: Артем Олегович Долгопят 아르템 올레호비치 돌호퍄트[*], 1997년 3월 1일~)는 이스라엘의 체조 선수이다.
우크라이나 출신으로 2020년 하계 올림픽에서 남자 체조 마루 운동 부문 금메달을 획득했으며 2017년 세계 선수권 대회와 2019년 세계 선수권 대회에서 마루 운동 부문 은메달, 유럽 선수권 대회에서 금메달 2개, 은메달 3개, 동메달 1개를 획득했다.

## 어린 시절
아르템 돌고피아트는 1997년 3월 1일 우크라이나의 드니프로페트로브스크에서 태어났다. 그의 아버지 올레흐 돌호퍄트(우크라이나어: Олег Долгопят)는 전직 체조 선수였던 유대계 우크라이나인이었고 어머니는 가게 직원이었다. 6세 때 아버지의 영향으로 체조를 시작했으며 2009년 12살의 나이에 가족들과 함께 이스라엘로 이주했다.